# Xian de Quzhou
Pour les articles homonymes, voir Quzhou (homonymie).
Le xian de Quzhou (曲周县 ; pinyin : Qǔzhōu Xiàn) est un district administratif de la province du Hebei en Chine. Il est placé sous la juridiction de la ville-préfecture de Handan.

## Démographie
La population du district était de 383 702 habitants en 1999.